# General Electric YF120
Le General Electric YF120 était un turboréacteur à double flux à cycle variable, conçu par le constructeur motoriste américain General Electric Aircraft Engines entre la fin des années 1980 et le début des années 1990 pour le projet Advanced Tactical Fighter (en) de l’US Air Force (qui mena à l'apparition du Lockheed Martin F-22 Raptor).
GE perdit la compétition face au F119 de Pratt & Whitney.

## Conception et développement
General Electric débuta le développement de l'YF120 pour la compétition ATF au début des années 1980. Contrairement à son concurrent Pratt & Whitney, GE choisit de ne pas développer un turboréacteur à double flux à faible taux de dilution classique, et développa un moteur à cycle variable. Cette décision fut prise en raison de l'une des nécessités majeures du programme ATF, qui stipulait que l'avion devait pouvoir voler à sa vitesse de croisière sans allumer sa postcombustion (régime de « supercroisière »). Cette performance nécessitait un moteur pouvant produire une importante poussée à sec et rester efficace dans tous les domaines de vol.
La technologie employée pour la conception du cœur de l'YF120 (la partie qui gère le flux principal et la combustion) fut développée au-cours de deux programmes industriels gouvernementaux : l’Advanced Technology Engine Gas Generator (ATEGG) et le Joint Technology Demonstration Engine (JTDE).
Le 3 novembre 1990, le premier des deux prototypes YF-22, propulsé par deux YF120, a battu un record de vitesse en supercroisière, avec une vitesse de Mach 1,58.

### Cycle variable
Le cycle variable de l'YF120 fonctionnait en modifiant le taux de dilution du moteur pour différents régimes de fonctionnement, permettant au moteur de se comporter comme un turboréacteur à double flux à faible taux de dilution ou comme un turboréacteur pur. En configuration à faible taux de dilution (comme le concurrent F119), le moteur se comportait de manière similaire à celle de moteurs comparables. Toutefois, lorsque cela était nécessaire, le moteur pouvait rediriger plus d'air à travers le cœur chaud du moteur, et celui-ci se comportait comme un turboréacteur à simple flux, améliorant aussi sa poussée spécifique (en). Cette solution technologique rendait le moteur bien plus efficace à haute altitude et à de forts niveaux de poussée que les turboréacteurs traditionnels.
Un inconvénient attendu de ce système de cycle variable aurait été une inévitable prise de masse et une plus grande complexité. GE affirma avoir combattu ces défauts en employant des vannes contrôlées par un système sous pression très simple, au lieu d'un système mécanique compliqué. GE déclara que ce système n'avait ajouté que 5 kg à la masse totale du moteur. De plus, un F120 de production aurait dû avoir 40 % de pièces en moins que le turboréacteur F110.

### Poussée vectorielle

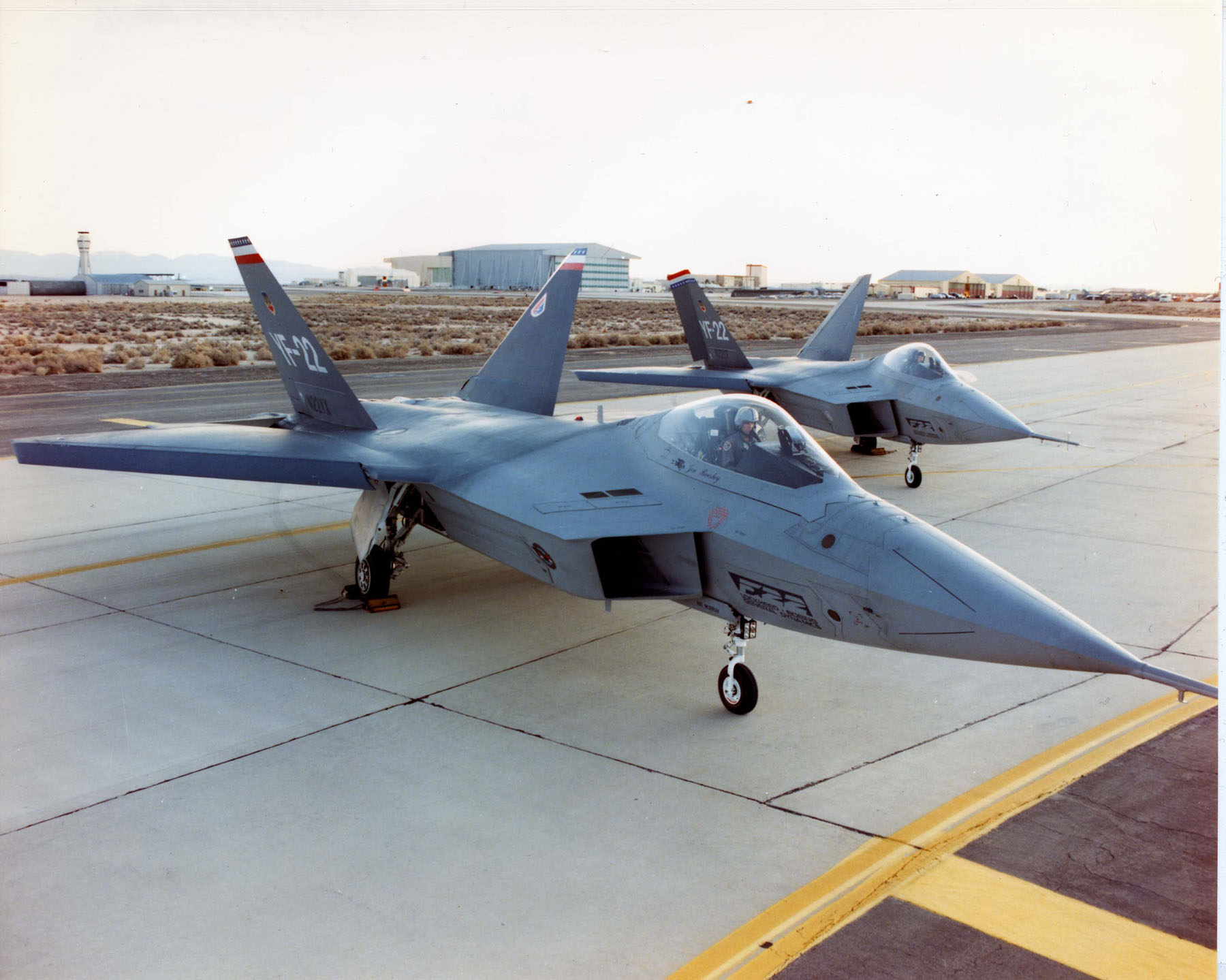
L'YF120 a permis à l'un des deux YF-22 de battre un record de vitesse sans postcombustion.

L'YF120 possédait une tuyère vectorielle bidimensionnelle, qui permettait d'orienter l'avion dans l'axe de tangage. Ce système procurait à l'avion ainsi équipé un grand avantage en matière de manœuvrabilité, en augmentant le moment de tangage disponible pour l'avion à tous les régimes de vol. Ce mouvement est normalement assuré par les stabilisateurs horizontaux et/ou les canards de l'avion, mais l'orientation du flux des gaz du turboréacteur augmente de manière importante ce degré de mouvement, en particulier à basses vitesses, lorsque les gouvernes aérodynamiques n'ont pas beaucoup d'effet, par manque d'écoulement d'air.
Bien que l'YF120 n'entrât jamais en production, il fut installé sur l'un des deux prototypes de l'YF-22 et utilisé pour le programme de démonstration de vol à forts angles d'attaque, inclus dans la compétition ATF. Au cours de cette démonstration, l'avion vola à un angle d'attaque de 60° à une vitesse de 151,86 km/h, et continuait à être manœuvrable. Des analyses ultérieures révélèrent que l'avion aurait pu maintenir un vol contrôlé à des angles allant jusqu'à 70°.

### Développement avancé
L'YF120 fut également proposé comme base de développement pour un moteur plus exotique, le Turbine-Based Combined Cycle (TBCC), qui aurait dû être utilisé par un démonstrateur comme le Boeing X-43B et d'autres avions hypersoniques futurs. En particulier, l'YF120 aurait servi de base au Revolutionary Turbine Accelerator (RTA-1), aussi désigné GE-57. La technologie à cycle variable utilisée dans l'YF120 aurait été utilisée non seulement pour transformer le moteur en turboréacteur, mais également en statoréacteur. Dans ce dernier mode, tout le flux d'air aurait directement été dévié du cœur du moteur vers sa section de postcombustion, dans laquelle il aurait été brûlé comme dans un statoréacteur. Ce système est sur le papier très similaire à celui déjà utilisé depuis longtemps par les moteurs Pratt & Whitney J58 de l'avion-espion américain SR-71 Blackbird.
Les vannes de dérivation se seraient ouvertes à partir de Mach 1,4, et à Mach 4, tout le flux d'air du moteur aurait contourné le cœur de celui-ci, alimentant directement le canal de postcombustion. Ce moteur aurait pu accélérer de 0 à Mach 4,1 (à 17 000 m d'altitude) en 8 minutes,.

## Applications
- Lockheed YF-22
- Northrop YF-23